# Joachim Stach
Joachim Stach (* 8. August 1896 in Posen; † 2. Mai 1945) war ein deutscher SS-Führer und Oberst der Schutzpolizei zur Zeit des Nationalsozialismus.
Stach nahm nach dem Ende seiner Schullaufbahn als Soldat am Ersten Weltkrieg teil und war nach Kriegsende bis 1920 beim Grenzschutz Ost tätig. 1921 trat Stach in den Polizeidienst ein. Stach trat 1930 der NSDAP (Mitgliedsnummer 466.369) und 1940 der SS (SS-Nr. 357.221) bei. Bei der SS stieg Stach im August 1942 bis zum SS-Standartenführer auf.
Nach Ausbruch des Zweiten Weltkrieges wechselte er von seinem Posten als Kommandeur der Schutzpolizei in Danzig im Herbst 1941 ins Generalgouvernement, wo er Kommandeur der Ordnungspolizei im Distrikt Galizien wurde. Stach, der sich mehrfach weigerte aus der Kirche auszutreten, versuchte seine Ordnungspolizisten aus den Judenerschießungen herauszuhalten.
Anfang Juni 1942 wechselte er ins Hauptamt Ordnungspolizei und war dort in der Personalabteilung tätig. Stach starb bei Kampfhandlungen in den letzten Tagen des Zweiten Weltkrieges.